# Chaudrey
Chaudrey är en kommun i departementet Aube i regionen Grand Est (tidigare regionen Champagne-Ardenne) i nordöstra Frankrike. Kommunen ligger  i kantonen Ramerupt som ligger i arrondissementet Troyes. År 2022 hade Chaudrey 140 invånare.

## Befolkningsutveckling
Antalet invånare i kommunen Chaudrey
Referens: INSEE